# Cinclosoma punctatum
Tordo-codorniz-malhado ou tordiz-malhado (Cinclosoma punctatum) é uma espécie de ave da família Cinclosomatidae.
É endémica da Austrália.
Os seus habitats naturais são: florestas secas tropicais ou subtropicais .